# Liebe, Schnaps, Tod – Wader singt Bellman
Liebe, Schnaps, Tod – Wader singt Bellman ist ein Album des Sängers und Liedermachers Hannes Wader aus dem Jahr 1996.

## Entstehung
Laut eigener Aussage wollte der Liedermacher schon seit 25 Jahren ein Bellman-Album machen. Bereits auf dem Album Hannes Wader: Volkssänger (1975) veröffentlichte Wader drei Lieder von Carl Michael Bellman, nämlich Das Notabene, So trolln wir uns und Weile an dieser Quelle. Er habe vorher auch schon mehrere Anstöße zur Produktion dieses Album bekommen, unter anderen von Hein Hoop, der schon Texte für sein Album Hannes Wader singt Shanties (1978) geliefert hatte und inzwischen verstorben war. Hoop hatte einige Bellman-Lieder ins Deutsche übertragen.
Die Idee, Bellman-Lieder aufzunehmen, stammte auch von Klaus Hoffmann, der den Wunsch äußerte, etwas mit Reinhard Mey und Hannes Wader zu machen. Er schlug bereits 1992 vor, Bellman-Lieder zu singen. 1996 kam es mit diesem Album schließlich dazu.
Das vorher produzierte Album 10 Lieder sollte bis 2001, in dem das Album Wünsche erschien, das letzte Album mit Eigenkompositionen sein. Außer dem Bellman-Album erschien bis dahin An dich hab ich gedacht – Wader singt Schubert (1997), die Live-Alben Auftritt: Hannes Wader (1998) und Was für eine Nacht, ein Tondokument der Sommertournee 2000 mit Konstantin Wecker.

## Titelliste
1. Prosit bei Tag und Nacht – 3:22
2. Rasch, es weht ein Wind von Süd – 3:48
3. Komm nimm deine Geige – 2:54
4. Trink aus dein Glas – 4:46
5. Der Teufel ist hier – 3:20
6. Blast, Musikanten – 2:31
7. Schau, wie die Nacht – 4:20
8. Weile an dieser Quelle – 4:22
9. Blas, Vater Berg die Flöte – 4:15
10. Charon durchbricht die Leere – 4:47
11. Brüder, es zieht ein Geruch übers Land – 4:11
12. Das Notabene – 2:11
13. Tritt vor, du Gott der Nacht – 4:12
14. So trolln wir uns – 2:42
15. Darfst nun getrost – 5:18

## Besonderheiten
Martin Bärenz und Peter Hecht schrieben die Arrangements.
Wieder waren klassische Musiker aus dem NDR Sinfonieorchester und den Hamburger Symphonikern dabei.
Das Album wurde, wie viele Wader-Alben, im Blue Noise Tonstudio Hamburg aufgenommen und von Wader selbst produziert. Unterstützt wurde er von Ben Ahrens.